# Bokode

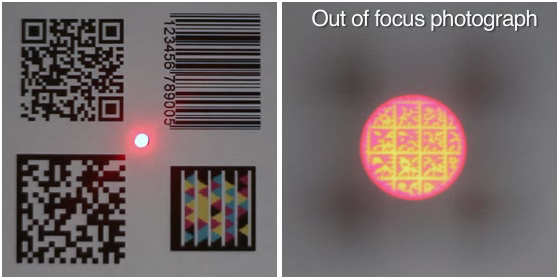
Due fotografie di un bokode: a sinistra immagine a fuoco (confronto con altri codici 2D), e a destra una immagine con la messa a fuoco all'infinito per visualizzare il codice.

Un bokode è un tipo di codice a barre bidimensionale a matrice (o data tag) che contiene migliaia di informazioni in più rispetto a un normale codice a barre.
Il termine bokode deriva dall'unione delle parole bokeh e barcode (codice a barre).
La tecnologia bokode è stata sviluppata da un gruppo del MIT Media Lab, e presentata a New Orleans nel 2009.

## Caratteristiche
Un bokode è costituito da un LED, ricoperto da una maschera con un pattern di codici Data Matrix, e un obiettivo.

Leggibile da una fotocamera o da un cellulare, da diverse angolazioni e fino ad una distanza di 4 metri, il bokode è di forma circolare e ha un diametro di appena 3 mm.
È dunque molto più piccolo di un semplice codice a barre o di un codice QR, ma può contenere migliaia di informazioni in più.
Rispetto alle etichette RFID, che possono essere lette a distanza da dispositivi radio, i bokode possono essere coperti, con evidenti vantaggi nei casi in cui è necessario proteggere la privacy.
Attualmente (2011) il costo di produzione si aggira intorno ai 5 $, ma esiste già un prototipo che sfrutta la luce riflessa, che ridurrebbe il costo di produzione a 5 centesimi di dollaro, rendendo il bokode adatto alla produzione industriale.